# 欧洲委员会
欧洲委员会（英語：Council of Europe）由爱尔兰、比利时、丹麦、法国、荷兰、卢森堡、挪威、瑞典、意大利和英国于1949年5月5日在伦敦签订《欧洲委员会法规》成立。欧洲委员会是具有國際法地位的國際組織，係聯合國觀察員，並且是歐洲整合進程中最早成立的機構。其宗旨為維護歐洲的人權、民主和法治。
歐洲委員會總部位於法國斯特拉斯堡，官方語言為英語和法語，現擁有46個成員國。

## 名稱辨析
在歐洲語言当中，“欧洲委员会”（英語：Council of Europe）、“欧盟理事会”（英語：Council of the European Union）以及“歐盟高峰會”（英語：European Council）三者名稱相近。其中後兩者為歐盟机构，欧洲委员会則並不屬於歐盟。
屬於歐盟的“歐盟委員會”（英語：European Commission），在中国大陆被譯作欧盟委员会，台灣則慣稱其為「歐盟執委會」。
| 英语名稱 | 法语名稱 | 中文名稱 | 组织職權                                                           |
| -------- | -------- | -------- | ------------------------------------------------------------------ |
|          |          |          | 政府間國際合作组织                                                 |
|          |          |          | 欧盟的行政機構。由欧洲理事会提名、经欧洲议会同意产生并对它们负责   |
|          |          |          | 欧盟各国政府首脑及欧盟委员会主席组成的协商机构，决定欧盟的政策方向 |
|          |          |          | 欧盟的上议院，由议题相关的政府部长代表各自国家组成。拥有部分立法权 |

## 組織機構
歐洲委員會機構如下：
- 秘書處（英语：Secretary General of the Council of Europe）：正、副秘書長各一人，下設六個處處理日常事務。
- 部長理事會（英语：Committee of Ministers of the Council of Europe）：最高決策和執行機構，由各會員國一名代表（通常是外交部長）組成。下設部長代表委員會，由會員國各派一名大使級常駐代表組成。
- 議會：諮詢機構，由各會員國國會指派的國會議員組成，沒有立法權，可向部長理事會提出建議。
- 欧委会代表大会（英语：Congress of Local and Regional Authorities）
- 歐洲人權法院
- 人權委員會專員（英语：Commissioner for Human Rights）
- INGO会议（英语：INGOs Conference of the Council of Europe）
- 欧洲委员会青年联合委员会
- 欧洲委员会信息办公室

此外欧委会系统还包括以下半自主结构，其与欧委会本身的关系均受部分协议管制：
- 欧洲委员会开发银行（英语：Council of Europe Development Bank）
- 欧洲药品质量及健康管理董事会（英语：European Directorate for the Quality of Medicines & HealthCare）
- 欧洲视听天文台（英语：European Audiovisual Observatory）
- 欧洲支持基金Eurimages
- 文化路线扩大部分协议
- 蓬皮杜集团
- 欧洲民主普及法治委员会
- 反腐败国家集团（英语：Group of States against Corruption）
- EUR-OPA重大危险源协议（英语：EUR-OPA Major Hazards Agreement）
- 体育扩大部分协议
- 北南中心（英语：North–South Centre）
- 现代语言中心

## 会员国
- 创始国（1949年5月5日）
  -  荷蘭
  -  比利时
  -  盧森堡
  -  丹麦
  -  法國
  -  挪威
  -  瑞典
  -  英国
  -  愛爾蘭
  -  義大利
- 1960年前加入
  -  希腊（1949年8月9日加入，1967年成立军政府后退出，1974年重新加入）
  -  冰島（1950年3月7日加入）
  -  土耳其（1950年4月13日加入）
  -  德国（1950年7月13日加入，自西德时代）
  -  奥地利（1956年4月16日加入）
- 1960-1969年
  -  賽普勒斯（1961年5月24日加入）
  -  瑞士（1963年5月6日加入）
  -  馬爾他（1965年4月29日加入）
- 1970-1979年
  -  葡萄牙（1976年9月22日加入）
  -  西班牙（1977年11月24日加入）
  -  列支敦斯登（1978年11月23日加入）
- 1980-1989年
  -  圣马力诺（1988年11月16日加入）
  -  芬兰（1989年5月5日加入）
- 1990-1999年
  -  匈牙利（1990年11月6日加入）
  -  波蘭（1991年11月26日加入）
  -  保加利亚（1992年5月7日加入）
  -  爱沙尼亚（1993年5月14日加入）
  -  立陶宛（1993年5月14日加入）
  -  斯洛維尼亞（1993年5月14日加入）
  -  捷克（1993年6月30日加入）
  -  斯洛伐克（1993年6月30日加入）
  -  羅馬尼亞（1993年10月7日加入）
  -  安道尔（1994年11月10日加入）
  -  拉脫維亞（1995年2月10日加入）
  -  摩尔多瓦（1995年7月13日加入）
  -  阿尔巴尼亚（1995年7月13日加入）
  -  乌克兰（1995年11月9日加入）
  -  北馬其頓（1995年11月9日加入）
  -  （1996年11月6日加入）
  -  （1999年4月27日加入）
- 2000年后加入
  -  亞美尼亞（2001年1月25日加入）
  -  （2001年1月25日加入）
  -  （2002年4月24日加入）
  -  塞爾維亞（2003年4月3日加入）
  -  摩納哥（2004年10月5日加入）
  -  蒙特內哥羅（2007年5月11日加入）

### 原成员国
- 薩爾保護領（1950年8月13日加入，1957年1月1日併入西德）
- 捷克斯洛伐克（1991年1月21日加入，1992年12月31日解体）
- 塞爾維亞與蒙特內哥羅（2003年4月3日加入，2006年6月5日解体）
- 俄羅斯（1996年2月28日加入，由于2022年2月25日入侵乌克兰而暂停，2022年3月15日宣布年底退出，隨後欧洲委员会國會議員大會以216票同意、0票反對、3票棄權，立即開除俄羅斯會籍[2][3]）

## 欧洲委员会秘书长
历任欧洲委员会秘书长：
| 国籍   | 人名                     | 任期                          |
| ------ | ------------------------ | ----------------------------- |
| 法國   | 雅克·卡米                | 1949年8月11日 - 1953年7月17日 |
| 法國   | 里昂·马夏尔              | 1953年9月21日 - 1956年9月24日 |
| 義大利 | 洛多维科·本韦努蒂        | 1957年9月19日 - 1964年3月15日 |
| 英国   | 彼得·史密瑟斯            | 1964年3月16日 - 1969年9月15日 |
| 奥地利 | 鲁约·通契奇·索林基       | 1969年9月16日 - 1974年9月16日 |
| 德国   | 乔格·卡恩-阿克曼         | 1974年9月17日 - 1979年9月17日 |
| 奥地利 | 弗朗兹·卡拉塞克          | 1979年10月1日 - 1984年10月1日 |
| 西班牙 | 马塞利诺·奥雷哈·阿吉雷   | 1984年10月1日 - 1989年6月1日  |
| 法國   | 凯瑟琳·拉吕米埃          | 1989年6月1日 - 1994年5月31日  |
| 瑞典   | 丹尼尔·塔尔许斯          | 1994年6月1日 - 1999年9月1日   |
| 奥地利 | 瓦尔特·施威梅尔          | 1999年9月1日 - 2004年8月31日  |
| 英国   | 特里·戴维斯              | 2004年9月1日 - 2009年8月31日  |
| 挪威   | 托尔比约恩·亚格兰        | 2009年10月1日 - 2019年9月18日 |
|        | 瑪麗亞·佩奇諾維奇·布里奇 | 2019年9月18日 - 2024年9月18日 |
| 瑞士   | 阿蘭·貝爾塞              | 2024年9月18日至今             |